# Mission: Impossible (Filmreihe)

Logo des ersten Films

Mission: Impossible ist eine US-amerikanische Action- und Agentenfilmreihe, basierend auf den Fernsehserien Kobra, übernehmen Sie (1966–1973) und In geheimer Mission (1988–1990), die von Paramount Pictures (ab Teil 4 zusammen mit Skydance Media) veröffentlicht wurde. Tom Cruise ist in allen Filmen als Protagonist IMF-Agent Ethan Hunt zu sehen.

## Allgemeines
Im Mittelpunkt der Filmreihe steht Ethan Hunt, der als operativer Agent beim US-amerikanischen Geheimdienst „IMF“ (Impossible Mission Force, deutsch etwa: Truppe für undurchführbare Missionen) tätig ist. Die IMF ist unter der Führung des sogenannten „Sekretärs“ weltweit aktiv, da es meist um globale Bedrohungen geht. Die hochspezialisierten Spitzenkräfte arbeiten so geheim, dass sie ihre eigene Existenz leugnen und bei einem Fehlschlag jede Kenntnis der betreffenden Operation abstreiten würden. Die jeweiligen Aufträge erfordern dem Titel entsprechend praktisch undurchführbare Maßnahmen, die unter großem Zeitdruck, mit raffinierten technischen Hilfsmitteln und an den Grenzen des menschlichen Leistungsvermögens umgesetzt werden. Häufig werden dabei auch zu Täuschungszwecken mithilfe von Silikon-Gesichtsmasken und elektronischen Stimm-Modulatoren fremde Identitäten angenommen. Aus einem zunächst recht klar erscheinenden Auftrag entwickelt sich oft mit überraschenden Wendungen und Hindernissen ein komplexer Handlungsablauf, zumal es meist um gut vernetzte und abgesicherte Verbrecher- oder Terrororganisationen geht.
Ein wiederkehrendes Merkmal der Filmreihe sind ungewöhnliche bzw. einfallsreiche Stunts, die Tom Cruise bei den Dreharbeiten teils selbst, ohne Stuntdouble, vornimmt.

## Überblick
| Teil | Jahr | Titel                                                                          | Regie                 | Drehbuch                                            | Produzent                                                                        |
| ---- | ---- | ------------------------------------------------------------------------------ | --------------------- | --------------------------------------------------- | -------------------------------------------------------------------------------- |
| 1    | 1996 | Mission: Impossible                                                            | Brian De Palma        | David Koepp & Robert Towne Story: Steven Zaillian   | Tom Cruise & Paula Wagner                                                        |
| 2    | 2000 | Mission: Impossible II                                                         | John Woo              | Robert Towne Story: Ronald D. Moore & Brannon Braga | Tom Cruise & Paula Wagner                                                        |
| 3    | 2006 | Mission: Impossible III                                                        | J. J. Abrams          | Alex Kurtzman, Roberto Orci & J. J. Abrams          | Tom Cruise & Paula Wagner                                                        |
| 4    | 2011 | Mission: Impossible – Phantom Protokoll (Mission: Impossible – Ghost Protocol) | Brad Bird             | André Nemec & Josh Appelbaum                        | Tom Cruise, J. J. Abrams & Bryan Burk                                            |
| 5    | 2015 | Mission: Impossible – Rogue Nation                                             | Christopher McQuarrie | Christopher McQuarrie Story: Drew Pearce            | Tom Cruise, J. J. Abrams, Bryan Burk, David Ellison, Don Granger & Dana Goldberg |
| 6    | 2018 | Mission: Impossible – Fallout                                                  | Christopher McQuarrie | Christopher McQuarrie                               | Tom Cruise, J. J. Abrams, Christopher McQuarrie & Jake Myers                     |
| 7    | 2023 | Mission: Impossible – Dead Reckoning Teil Eins                                 | Christopher McQuarrie | Christopher McQuarrie, Erik Jendresen               | Tom Cruise, Christopher McQuarrie                                                |
| 8    | 2025 | Mission: Impossible – The Final Reckoning                                      | Christopher McQuarrie | Christopher McQuarrie, Erik Jendresen               | Tom Cruise, Christopher McQuarrie                                                |

## Handlungen

### Mission: Impossible
Ethan Hunt von der Impossible Mission Force, kurz „IMF“, soll zusammen mit einem Team in Prag die Übergabe einer Liste mit den Decknamen aller verdeckten Agenten verhindern. Die Mission misslingt jedoch, wobei alle anderen Teammitglieder, darunter auch der Teamchef Jim Phelps, ums Leben kommen. Von der CIA erfährt er, dass die ganze Mission nur der Enttarnung eines Maulwurfs bei der CIA diente und auch der Waffenhändler Max mit involviert ist. Da Hunt der einzige Überlebende und damit verdächtig ist, muss er fliehen und beschließt, zusammen mit einigen Ex-Agenten, darunter auch Luther Stickell, mit Max die echte Liste gegen den Namen des Verräters zu tauschen. Dafür bricht das Team im CIA-Hauptquartier ein und stiehlt den Datenträger, bevor es zur Übergabe mit Max in Paris kommt. Dabei entpuppt sich Phelps, der nicht tot ist, als wahrer Verräter. Hunt und Stickell können Phelps sowie dessen Verbündete eliminieren und Max verhaften, wodurch beide wieder rehabilitiert werden.

### Mission: Impossible II
Der IMF-Agent Sean Ambrose stiehlt während eines Auftrags ein Grippevirus sowie das dazugehörige Gegenmittel und taucht unter. Ethan Hunt erhält nun die Mission, beide Objekte sicherzustellen, weshalb er Nyah Nordoff-Hall, die Ex-Freundin von Ambrose, für sein Team rekrutiert. Nyah kann Ambrose’ Vertrauen zurückgewinnen und erfährt so, dass dieser mit John C. McCloy, dem Chef eines Pharmaunternehmens, zusammenarbeitet. Da sich nur das wertlose Gegenmittel in Ambrose’ Besitz befindet, beschließt Hunt, die restlichen Viren zu vernichten. Als es zum Kampf zwischen den beiden kommt, bei dem Ambrose Nyah als Geisel nimmt, injiziert sich diese das Virus selbst. Bei einem Treffen zwischen Ambrose und McCloy kann Hunt das Gegenmittel sicherstellen, Ambrose töten und schließlich Nyah, mit der er eine Romanze führt, retten.

### Mission: Impossible III
Während Ethan Hunt sich aufgrund seiner Ehefrau Julia zur Ruhe gesetzt hat, erhält er von seinem ehemaligen Kollegen John Musgrave die Information, dass der Kriminelle Owen Davian Hunts ehemalige Schülerin Lindsey entführt hat. Daraufhin versucht Hunt mit seinem Team, Lindsey zu befreien, wobei sie Informationen über Davian sicherstellen können, Lindsey allerdings stirbt. Durch die Informationen können sie Davian gefangen nehmen sowie an Informationen über eine Waffe namens „Hasenpfote“ gelangen. Wenig später wird Davian befreit und möchte sich nun an Hunt rächen, weshalb er dessen Frau entführt und diese gegen die in Shanghai befindliche „Hasenpfote“ eintauschen möchte. Nachdem das Team die Waffe stehlen konnte, offenbart sich bei der Übergabe, dass Davian mit Musgrave zusammenarbeitet. Daraufhin kann Hunt Musgrave ausschalten und mithilfe von Benji Dunn den Aufenthaltsort von Julia herausfinden. Bevor er sie jedoch befreien kann, kommt es zum Kampf mit Davian, bei dem dieser getötet wird, vorher allerdings noch eine Bombe in Hunts Kopf aktivieren konnte. Um diese zu deaktivieren, baut sich Hunt einen provisorischen Defibrillator und schafft es so, die Bombe zu zerstören. Julia kann ihn wiederbeleben und Musgrave mit seiner Waffe erschießen.

### Mission: Impossible – Phantom Protokoll
Die französische Auftragsmörderin Sabine Moreau stiehlt bei einem IMF-Einsatz Aktivierungscodes für einen Atomkoffer, der zu einem Terroristen namens „Cobalt“ führt, weshalb Hunt von seinem Team aus einem russischen Gefängnis befreit wird. Durch einen Einbruch im Kreml erhoffen sie sich, Informationen über Cobalt zu bekommen, werden von diesem aber hinters Licht geführt und stehen im Anschluss als Verursacher der Explosion des Kremls da. Die amerikanische Regierung muss nun jegliche Verbindung zur IMF leugnen, stellt dem Team, bestehend aus Hunt, Benji, und Jane Carter allerdings noch den Analysten William Brandt zur Verfügung. In Dubai soll es zur Abwicklung des Geschäfts zwischen Cobalt und Moreau kommen. Durch ein Täuschungsmanöver versucht das IMF-Team, dies zu verhindern, wobei Moreau getötet wird, Kurt Hendricks, der hinter der Identität von Cobalt steckt und einen Atomkrieg verursachen möchte, allerdings mit den Codes entkommen kann. Nachdem er in Mumbai einen sowjetischen Satelliten zur Kontrolle über die von einem U-Boot auf San Francisco abgeschossene Rakete gekauft hat, stürzt er sich bei einem Kampf mit Hunt in den Tod. Hunt kann in letzter Sekunde die Atomrakete deaktivieren und so die russischen Behörden endgültig von der Unschuld der IMF überzeugen.

### Mission: Impossible – Rogue Nation
Nachdem Ethan Hunt von einem Syndikat unter der Führung von Solomon Lane entführt wurde, kann er mithilfe der MI6-Doppelagentin Ilsa Faust entkommen. Währenddessen wurde die IMF durch die CIA unter der Führung von Alan Hunley übernommen, der nicht an die Existenz des Syndikats glaubt und Hunt für dessen Verbrechen verantwortlich macht, weshalb dieser untertaucht. Ein halbes Jahr später verhindern Hunt, Benji und Ilsa vorerst einen Anschlag durch Lane auf den österreichischen Bundeskanzler. Im Anschluss können die drei in Marokko an geheime Dateien auf einem verschlüsselten USB-Stick gelangen, wobei Ilsa ihre Verbündeten hintergeht und den Stick an ihren Vorgesetzten Atlee übergibt. Da dieser für die Erschaffung des Syndikats verantwortlich ist, löscht er alle Informationen auf dem Stick und schickt Ilsa zurück in den Einsatz. Lane möchte nun an die geheimen Daten herankommen und entführt deshalb Benji, da das IMF-Team eine Kopie des Sticks erstellt hat. Mit der Hilfe von Hunley können diese den Stick entschlüsseln, Atlee überführen und bei der geplanten Übergabe Lane festnehmen.

### Mission: Impossible – Fallout
Die aus dem Syndikat gebildete Terrorgruppe „Die Apostel“ sollen für einen Unbekannten namens John Lark in den Besitz von waffenfähigem Plutonium kommen. Hunt und sein Team bekommen den Auftrag, die Übergabe an die Apostel zu verhindern, scheitern jedoch. Deshalb wird ihnen von der CIA der Agent August Walker widerwillens zur Seite gestellt, um das Plutonium sicherzustellen. Die Waffenhändlerin „Weiße Witwe“ soll das Geschäft zwischen den Aposteln und Lark einfädeln, weshalb Hunt und Walker den vermeintlich echten Lark mithilfe der überraschend aufgetauchten Ilsa Faust umbringen und Hunt sich gegenüber der Weißen Witwe als Lark ausgibt. Die Apostel verlangen als Gegenleistung für das Plutonium die Befreiung von Solomon Lane, was Hunt schließlich auch tut und ihn in Sicherheit zum IMF-Team bringt. Während der vermeintlichen Übergabe kann Walker als echter John Lark überführt werden. Dieser wird allerdings von den Aposteln zusammen mit Lane bei einem Kampf mit der IMF, bei dem Hunley getötet wird, befreit. In Indien wollen Lark und Lane durch das Zünden zweier Atombomben die Wasserversorgung Asiens verseuchen. Das IMF-Team kann die Bomben rechtzeitig entschärfen, Hunt tötet Lark und Lane wird von Ilsa und Benji gefangen genommen. Im Anschluss wird Lane lebend dem MI6 übergeben, wodurch Ilsas Verpflichtungen gegenüber ihrem früheren Arbeitgeber getilgt sind.

### Mission: Impossible – Dead Reckoning Teil Eins
Eine künstliche Intelligenz namens "Die Entität" ist verantwortlich für die Versenkung der Sewastopol, eines russischen U-Bootes der nächsten Generation. Seitdem ist die Entität abtrünnig geworden und hat sich im Cyberspace verschanzt. Sie kann jedoch mittels eines Schlüssels gestoppt oder kontrolliert werden, den Ethan Hunt und das IMF aufspüren müssen. Währenddessen wetteifern verschiedene Weltmächte und ruchlose Kräfte ebenfalls um den Schlüssel, um die Entität für ihre eigenen Zwecke zu nutzen.

### Mission: Impossible – The Final Reckoning
Ethan Hunt setzt seine Mission fort, die allmächtige KI „Die Entität“ zu stoppen. Während er sich alten Feinden wie Gabriel stellen muss, steht Ethan vor moralisch komplexen Entscheidungen, die nicht nur sein Team, sondern auch die Zukunft der Menschheit betreffen. In einem finalen Kraftakt gelingt es ihm, die Entität zu neutralisieren.

## Besetzung und Synchronisation
| Rolle                                   | Film                       | Film                          | Film                           | Film                                           | Film                                      | Film                                 | Film                                                  | Film                                             | Synchronsprecher                                        |
| Rolle                                   | Mission: Impossible (1996) | Mission: Impossible II (2000) | Mission: Impossible III (2006) | Mission: Impossible – Phantom Protokoll (2011) | Mission: Impossible – Rogue Nation (2015) | Mission: Impossible – Fallout (2018) | Mission: Impossible – Dead Reckoning Teil Eins (2023) | Mission: Impossible – The Final Reckoning (2025) | Synchronsprecher                                        |
| --------------------------------------- | -------------------------- | ----------------------------- | ------------------------------ | ---------------------------------------------- | ----------------------------------------- | ------------------------------------ | ----------------------------------------------------- | ------------------------------------------------ | ------------------------------------------------------- |
| Ethan Hunt                              | Tom Cruise                 | Tom Cruise                    | Tom Cruise                     | Tom Cruise                                     | Tom Cruise                                | Tom Cruise                           | Tom Cruise                                            | Tom Cruise                                       | Patrick Winczewski Stephan Schwartz A Markus Pfeiffer B |
| Luther Stickell                         | Ving Rhames                | Ving Rhames                   | Ving Rhames                    | Ving Rhames                                    | Ving Rhames                               | Ving Rhames                          | Ving Rhames                                           | Ving Rhames                                      | Tilo Schmitz                                            |
| Eugene Kittridge                        | Henry Czerny               |                               |                                |                                                |                                           |                                      | Henry Czerny                                          | Henry Czerny                                     | Hubertus Bengsch A Tom Vogt C                           |
| William Donloe                          | Rolf Saxon                 |                               |                                |                                                |                                           |                                      |                                                       | Rolf Saxon                                       | Norbert Gescher A Stefan Gossler D                      |
| Jim Phelps                              | Jon Voight                 |                               |                                |                                                |                                           |                                      |                                                       |                                                  | Christian Brückner                                      |
| Franz Krieger                           | Jean Reno                  |                               |                                |                                                |                                           |                                      |                                                       |                                                  | Joachim Kerzel                                          |
| Claire Phelps                           | Emmanuelle Béart           |                               |                                |                                                |                                           |                                      |                                                       |                                                  | Susanne von Medvey                                      |
| Max                                     | Vanessa Redgrave           |                               |                                |                                                |                                           |                                      |                                                       |                                                  | Gisela Fritsch                                          |
| Sean Ambrose                            |                            | Dougray Scott                 |                                |                                                |                                           |                                      |                                                       |                                                  | Benjamin Völz                                           |
| Nyah Nordoff-Hall                       |                            | Thandie Newton                |                                |                                                |                                           |                                      |                                                       |                                                  | Nana Spier                                              |
| John C. McCloy                          |                            | Brendan Gleeson               |                                |                                                |                                           |                                      |                                                       |                                                  | Roland Hemmo                                            |
| Commander Swanbeck                      |                            | Anthony Hopkins               |                                |                                                |                                           |                                      |                                                       |                                                  | Hartmut Reck                                            |
| Dr. Vladimir Neckhorvich                |                            | Rade Šerbedžija               |                                |                                                |                                           |                                      |                                                       |                                                  | Christian Rode                                          |
| Benjamin „Benji“ Dunn                   |                            |                               | Simon Pegg                     | Simon Pegg                                     | Simon Pegg                                | Simon Pegg                           | Simon Pegg                                            | Simon Pegg                                       | Tobias Kluckert                                         |
| Julia Meade-Hunt                        |                            |                               | Michelle Monaghan              | Michelle Monaghan                              |                                           | Michelle Monaghan                    |                                                       |                                                  | Gundi Eberhard                                          |
| Owen Davian                             |                            |                               | Philip Seymour Hoffman         |                                                |                                           |                                      |                                                       |                                                  | Oliver Stritzel                                         |
| John Musgrave                           |                            |                               | Billy Crudup                   |                                                |                                           |                                      |                                                       |                                                  | Peter Flechtner                                         |
| Lindsey Farris                          |                            |                               | Keri Russell                   |                                                |                                           |                                      |                                                       |                                                  | Tanja Geke                                              |
| Theodore Brassel                        |                            |                               | Laurence Fishburne             |                                                |                                           |                                      |                                                       |                                                  | Tom Vogt                                                |
| Zhen Lei                                |                            |                               | Maggie Q                       |                                                |                                           |                                      |                                                       |                                                  | Alexandra Wilcke                                        |
| Declan Gormley                          |                            |                               | Jonathan Rhys Meyers           |                                                |                                           |                                      |                                                       |                                                  | Norman Matt                                             |
| William Brandt                          |                            |                               |                                | Jeremy Renner                                  | Jeremy Renner                             |                                      |                                                       |                                                  | Gerrit Schmidt-Foß                                      |
| Jane Carter                             |                            |                               |                                | Paula Patton                                   |                                           |                                      |                                                       |                                                  | Katharina Spiering                                      |
| Kurt „Cobalt“ Hendricks                 |                            |                               |                                | Mikael Nyqvist                                 |                                           |                                      |                                                       |                                                  | Lutz Schnell                                            |
| Sabine Moreau                           |                            |                               |                                | Léa Seydoux                                    |                                           |                                      |                                                       |                                                  | Emily Behr                                              |
| Wistrom                                 |                            |                               |                                | Samuli Edelmann                                |                                           |                                      |                                                       |                                                  | Tim Moeseritz                                           |
| Anatoly Sidorow                         |                            |                               |                                | Wladimir Maschkow                              |                                           |                                      |                                                       |                                                  | Stephan Rabow                                           |
| Ilsa Faust                              |                            |                               |                                |                                                | Rebecca Ferguson                          | Rebecca Ferguson                     | Rebecca Ferguson                                      |                                                  | Berenice Weichert                                       |
| Solomon Lane                            |                            |                               |                                |                                                | Sean Harris                               | Sean Harris                          |                                                       |                                                  | Tobias Lelle                                            |
| Alan Hunley                             |                            |                               |                                |                                                | Alec Baldwin                              | Alec Baldwin                         |                                                       |                                                  | Klaus-Dieter Klebsch                                    |
| Atlee                                   |                            |                               |                                |                                                | Simon McBurney                            |                                      |                                                       |                                                  | Gerald Schaale                                          |
| Premierminister                         |                            |                               |                                |                                                | Tom Hollander                             |                                      |                                                       |                                                  | Axel Malzacher                                          |
| Alanna Mitsopolis / Weiße Witwe         |                            |                               |                                |                                                |                                           | Vanessa Kirby                        | Vanessa Kirby                                         |                                                  | Jacqueline Belle                                        |
| Zola Mitsopolis                         |                            |                               |                                |                                                |                                           | Frederick Schmidt                    | Frederick Schmidt                                     |                                                  | Nico Sablik                                             |
| Erika Sloane                            |                            |                               |                                |                                                |                                           | Angela Bassett                       |                                                       | Angela Bassett                                   | Anke Reitzenstein                                       |
| August Walker / John Lark               |                            |                               |                                |                                                |                                           | Henry Cavill                         |                                                       |                                                  | Alexander Doering                                       |
| Grace                                   |                            |                               |                                |                                                |                                           |                                      | Hayley Atwell                                         | Hayley Atwell                                    | Luise Helm                                              |
| Gabriel                                 |                            |                               |                                |                                                |                                           |                                      | Esai Morales                                          | Esai Morales                                     | Thomas Schmuckert                                       |
| Paris                                   |                            |                               |                                |                                                |                                           |                                      | Pom Klementieff                                       | Pom Klementieff                                  | – O                                                     |
| DNI Denlinger                           |                            |                               |                                |                                                |                                           |                                      | Cary Elwes                                            | Cary Elwes                                       | Viktor Neumann                                          |
| Jasper Briggs / Jim Phelps Jr.          |                            |                               |                                |                                                |                                           |                                      | Shea Whigham                                          | Shea Whigham                                     | Frank Röth                                              |
| Theo Degas                              |                            |                               |                                |                                                |                                           |                                      | Greg Tarzan Davis                                     | Greg Tarzan Davis                                | Jan Makino                                              |
| Marie                                   |                            |                               |                                |                                                |                                           |                                      | Mariela Garriga                                       | Mariela Garriga                                  | – O                                                     |
| Richards                                |                            |                               |                                |                                                |                                           |                                      | Charles Parnell                                       | Charles Parnell                                  | Tim Moeseritz                                           |
| Angstrom                                |                            |                               |                                |                                                |                                           |                                      | Mark Gatiss                                           | Mark Gatiss                                      | Stefan Krause                                           |
| Verteidigungsminister Serling Bernstein |                            |                               |                                |                                                |                                           |                                      |                                                       | Holt McCallany                                   | Sven Brieger                                            |
| CJCS Sydney                             |                            |                               |                                |                                                |                                           |                                      |                                                       | Nick Offerman                                    | Olaf Reichmann                                          |
| Außenministerin Walters                 |                            |                               |                                |                                                |                                           |                                      |                                                       | Janet McTeer                                     |                                                         |
| Admiral Neely                           |                            |                               |                                |                                                |                                           |                                      |                                                       | Hannah Waddingham                                | Katharina Spiering                                      |

## Filmstab
|                            | Film                                              | Film                                                | Film                                           | Film                                      | Film                                                                             | Film                                                         | Film                                             |                                        |
| Mission: Impossible (1996) | Mission: Impossible II (2000)                     | Mission: Impossible III (2006)                      | Mission: Impossible – Phantom Protokoll (2011) | Mission: Impossible – Rogue Nation (2015) | Mission: Impossible – Fallout (2018)                                             | Mission: Impossible – Dead Reckoning Teil Eins (2023)        | Mission: Impossible – The Final Reckoning (2025) |                                        |
| -------------------------- | ------------------------------------------------- | --------------------------------------------------- | ---------------------------------------------- | ----------------------------------------- | -------------------------------------------------------------------------------- | ------------------------------------------------------------ | ------------------------------------------------ | -------------------------------------- |
| Regie                      | Brian De Palma                                    | John Woo                                            | J. J. Abrams                                   | Brad Bird                                 | Christopher McQuarrie                                                            | Christopher McQuarrie                                        | Christopher McQuarrie                            | Christopher McQuarrie                  |
| Drehbuch                   | David Koepp & Robert Towne Story: Steven Zaillian | Robert Towne Story: Brannon Braga & Ronald D. Moore | J. J. Abrams, Roberto Orci & Alex Kurtzman     | André Nemec & Josh Appelbaum              | Christopher McQuarrie Story: Drew Pearce                                         | Christopher McQuarrie                                        | Christopher McQuarrie & Erik Jendresen           | Christopher McQuarrie & Erik Jendresen |
| Produktion                 | Tom Cruise & Paula Wagner                         | Tom Cruise & Paula Wagner                           | Tom Cruise & Paula Wagner                      | Tom Cruise, J. J. Abrams & Bryan Burk     | Tom Cruise, J. J. Abrams, Bryan Burk, David Ellison, Don Granger & Dana Goldberg | Tom Cruise, J. J. Abrams, Christopher McQuarrie & Jake Myers | Tom Cruise & Christopher McQuarrie               | Tom Cruise & Christopher McQuarrie     |
| Musik                      | Danny Elfman                                      | Hans Zimmer                                         | Michael Giacchino                              | Michael Giacchino                         | Joe Kraemer                                                                      | Lorne Balfe                                                  | Lorne Balfe                                      | Max Aruj & Alfie Godfrey               |
| Kamera                     | Stephen H. Burum                                  | Jeffrey L. Kimball                                  | Daniel Mindel                                  | Robert Elswit                             | Robert Elswit                                                                    | Rob Hardy                                                    | Fraser Taggart                                   | Fraser Taggart                         |
| Schnitt                    | Paul Hirsch                                       | Christian Wagner & Steven Kemper                    | Mary Jo Markey & Maryann Brandon               | Paul Hirsch                               | Eddie Hamilton                                                                   | Eddie Hamilton                                               | Eddie Hamilton                                   | Eddie Hamilton                         |

## Rezeption

### Einspielergebnisse und Zuschauerzahlen
Mit einem Gesamteinspielergebnis von über 3,57 Milliarden US-Dollar befindet sich die Mission-Impossible-Filmreihe auf Platz 13 der finanziell erfolgreichsten Filmreihen aller Zeiten. Nur Mission: Impossible – Fallout konnte unter die besten 100 der finanziell erfolgreichsten Filme aller Zeiten kommen und befindet sich auf dieser aktuell noch auf Platz 110 (Stand: 19. April 2025).
Alle Filme der Reihe konnten in ihrem Veröffentlichungsjahr unter die Top 10 der finanziell erfolgreichsten Filme kommen, wobei Mission: Impossible der finanziell dritterfolgreichste Film des Jahres 1996 und Mission: Impossible II der finanziell erfolgreichste Film des Jahres 2000 ist. In Deutschland konnten bisher nur Mission: Impossible und Mission: Impossible II in ihren jeweiligen Veröffentlichungsjahren unter die Top 10 der meistbesuchten Filme kommen und belegen dort Platz 7 und Platz 2.
| Film                                           | Veröffentlichung (Deutschland) | Einspielergebnisse in US-Dollar | Einspielergebnisse in US-Dollar | Einspielergebnisse in US-Dollar | Budget in US-Dollar | Zuschauer (Deutschland) | Quellen       |
| Film                                           | Veröffentlichung (Deutschland) | USA                             | Deutschland                     | Weltweit                        | Budget in US-Dollar | Zuschauer (Deutschland) | Quellen       |
| ---------------------------------------------- | ------------------------------ | ------------------------------- | ------------------------------- | ------------------------------- | ------------------- | ----------------------- | ------------- |
| Mission: Impossible                            | 7. Aug. 1996                   | 180.981.856                     | 23.630.026                      | 457.696.359                     | 080 Mio.            | 3.309.721               | [ 23 ] [ 24 ] |
| Mission: Impossible II                         | 6. Juli 2000                   | 215.409.889                     | 25.018.930                      | 546.388.105                     | 125 Mio.            | 4.447.937               | [ 25 ] [ 26 ] |
| Mission: Impossible III                        | 4. Mai 2006                    | 134.029.801                     | 10.310.411                      | 397.850.012                     | 150 Mio.            | 1.246.368               | [ 27 ] [ 28 ] |
| Mission: Impossible – Phantom Protokoll        | 15. Dez. 2011                  | 209.397.903                     | 16.257.743                      | 694.713.380                     | 145 Mio.            | 1.584.671               | [ 29 ] [ 30 ] |
| Mission: Impossible – Rogue Nation             | 6. Aug. 2015                   | 195.042.377                     | 13.266.429                      | 682.714.267                     | 150 Mio.            | 1.417.882               | [ 31 ] [ 32 ] |
| Mission: Impossible – Fallout                  | 2. Aug. 2018                   | 220.159.104                     | 15.903.179                      | 791.115.104                     | 178 Mio.            | 1.285.778               | [ 33 ] [ 34 ] |
| Mission: Impossible – Dead Reckoning Teil Eins | 13. Jul. 2023                  | 172.135.383                     | 13.993.114                      | 567.535.383                     | 291 Mio.            | 1.255.196               | [ 35 ] [ 36 ] |
| Mission: Impossible – The Final Reckoning      | 21. Mai 2025                   | 102.818.108                     |                                 | 239.047.050                     | 400 Mio.            | 440.855                 | [ 37 ] [ 38 ] |
| Gesamt                                         | Gesamt                         | 1.301.443.700                   | 115.048.615                     | 4.026.199.997                   | 1,118 Mrd.          | 14.093.620              | [ 39 ]        |

### Kritiken und Analyse
(Stand: 29. Mai 2025)
| Film                                           | Rotten Tomatoes     | Metacritic       | IMDb                      |
| ---------------------------------------------- | ------------------- | ---------------- | ------------------------- |
| Mission: Impossible                            | 65 % (158 Kritiken) | 59 (29 Kritiken) | 7,2 (494.115 Bewertungen) |
| Mission: Impossible II                         | 57 % (210 Kritiken) | 59 (40 Kritiken) | 6,1 (395.815 Bewertungen) |
| Mission: Impossible III                        | 73 % (248 Kritiken) | 66 (42 Kritiken) | 6,9 (407.986 Bewertungen) |
| Mission: Impossible – Phantom Protokoll        | 94 % (250 Kritiken) | 73 (47 Kritiken) | 7,4 (546.733 Bewertungen) |
| Mission: Impossible – Rogue Nation             | 94 % (326 Kritiken) | 75 (46 Kritiken) | 7,4 (428.563 Bewertungen) |
| Mission: Impossible – Fallout                  | 98 % (443 Kritiken) | 86 (60 Kritiken) | 7,7 (398.908 Bewertungen) |
| Mission: Impossible – Dead Reckoning Teil Eins | 96 % (434 Kritiken) | 81 (66 Kritiken) | 7,6 (293.163 Bewertungen) |
| Mission: Impossible – The Final Reckoning      | 80 % (348 Kritiken) | 67 (56 Kritiken) | 7,5 (53.931 Bewertungen)  |

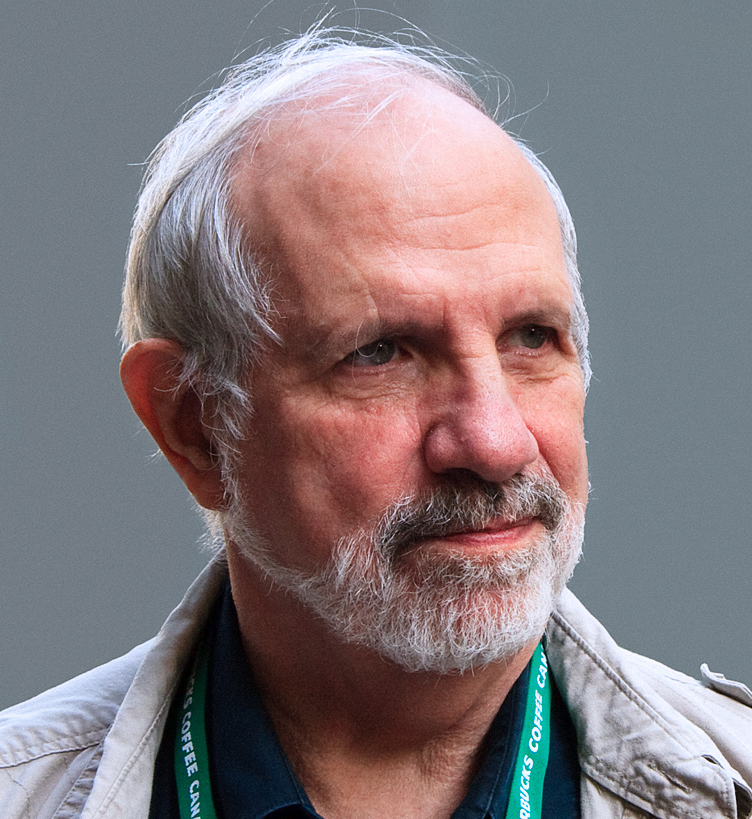
Brian De Palma

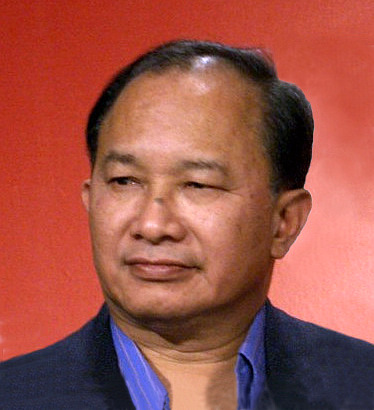
John Woo

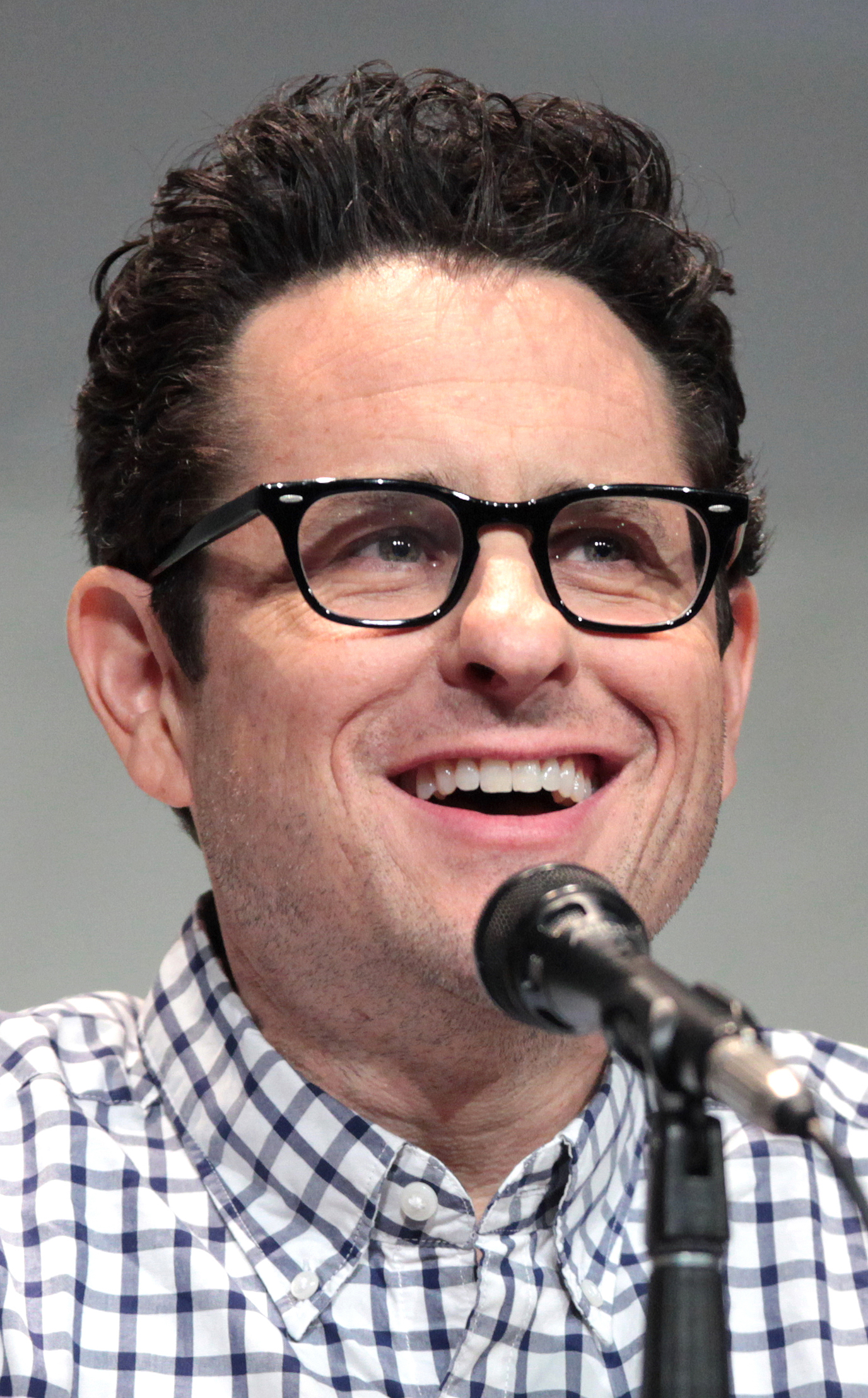
J. J. Abrams

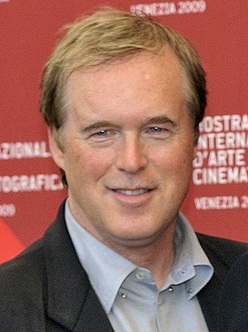
Brad Bird

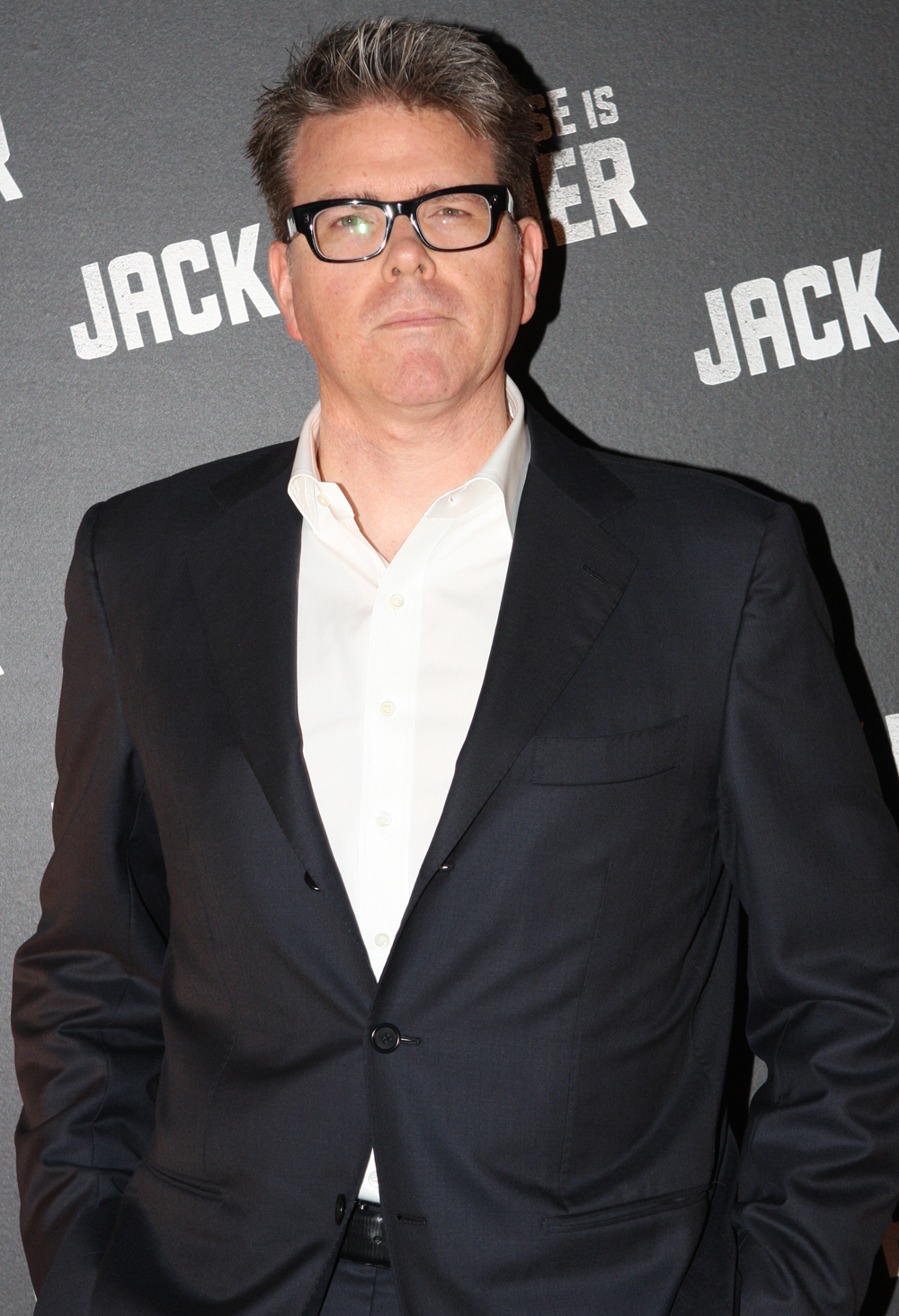
Christopher McQuarrie

G. S. Perno von Cinelinx.com sieht im Erfolg der Mission-Impossible-Filmreihe vor allem die wechselnden Regisseure und ihre jeweiligen Eigenarten, die die Reihe zu einer der erfolgreichsten Actionfilmreihen gemacht hätten. Dabei fühle sich jeder Film einzigartig an, und auch die Tatsache, dass man Fortsetzungen nicht schon im Voraus geplant hätte, sei gegenüber anderen Franchisen besonders. Der erste Teil Mission: Impossible habe sich in der Mitte der 1990er Jahre vor allem durch seine Komplexität, kreative Marketingkampagnen und eine sehr breite Veröffentlichung von anderen Filmen unterschieden. Dabei stellte die Verpflichtung von Tom Cruise, der vorher hauptsächlich in Filmdramen zu sehen war, für eine teure Filmproduktion eine innovative Idee dar, da er seine Filme kreativ kontrollieren und Stunts selbst ausführen wollte. Der erste Teil sei dabei weniger ein Actionfilm, obwohl es einige verrückte Stunts und Actionsequenzen gebe, sondern vielmehr ein Spionagethriller. In Mission: Impossible II habe man dann die Anforderungen und Risiken für Cruise erhöht, was seitdem kontinuierlich fortgesetzt werde. Dabei entstehe der Nervenkitzel weniger durch Intrigen, sondern vielmehr durch die Action selbst, die neben extremen Stunts vor allem auf Waffen und Autos basiere. Der Regisseur John Woo setzte auf neue Elemente wie Schießereien, Zeitlupen, Kampfsport und modische Kostüme, was allerdings beim Publikum nicht gut angekommen sei. Dieses hätte den Film für substanzlos gehalten und den Wechsel von einer Handlung voller Plot-Twists zu geradliniger Action nicht gut geheißen. Wie Perno aufführt, habe der zweite Teil den Ruf des Originalfilms getrübt und einen Richtungswechsel bei einer Fortsetzung erforderlich gemacht. So wurde die Filmreihe mit J. J. Abrams’ Mission: Impossible III gewissermaßen einem weichen Reboot unterzogen, da er nicht auf exzessive Waffen oder Spionage setzte. Vielmehr verwendete er Techniken, die im Fernsehen zum Erfolg geführt hätten. Der Film sei mehr charakterfokussiert, Ethan Hunt bekäme mehr Unterstützung durch sein Team und Figurentode sorgten für Schockmomente. In der Tonalität positioniere man sich zwischen den beiden Vorgängern, wobei man Hunt als Actionheld neben James Bond und Jason Bourne etabliere und das Interesse am Franchise neu entfache. Mit dem vierten Teil Mission: Impossible – Phantom Protokoll rebootete man die Filmreihe erneut, da sie ein jüngeres Publikum ansprechen sollte, das die vorherigen Filme nicht gesehen haben musste. Erstmals wurden IMAX-Kameras von Regisseur Brad Bird in Actionszenen eingesetzt, das Erzähltempo erhöht und körperliche wie auch komödiantische Elemente eingesetzt, wodurch sich der Film viel leichter als seine Vorgänger anfühle, gleichzeitig aber Cruise’ Einsatz hoch bleibe. Die Team-Elemente des Vorgängers seien erhalten geblieben, allerdings setzte Bird nicht mehr auf die Charakterentwicklung, sondern wieder auf Action. Dies konnte auch in der Fortsetzung Mission: Impossible – Rogue Nation beibehalten werden. Christopher McQuarrie, der bereits am Drehbuch von Phantom Protokoll mitwirkte, konnte durch seine Vertrautheit eine Kontinuität in die Reihe bringen und befasse sich beispielsweise mit den Folgen des Vorgängers für die Hauptfiguren. So sei Mission: Impossible endgültig zu einer modernen Filmreihe geworden, bei der man viele Elemente aus vorherigen Filmen aufnehme und alte Figuren zurückbringe. Der Stunt-Fokus sowie die Darstellerbeteiligung bei diesem seien endgültig zum Markenzeichen und Unterscheidungsmerkmal geworden.
Tim George von Den of Geek teilt Pernos Wahrnehmung, die Qualität der Filme hänge zum Großteil von den Regisseuren ab, was untypisch sei, da bei anderen großen Filmreihen Motive, die Ästhetik und Themen gleich bleiben würden. Auch er sagt, der Erfolg komme vor allem durch das Talent hinter der Kamera und Cruise’ Bereitschaft, seine Stunts selbst zu machen. Jeder Regisseur habe seine eigenen Visionen eingebracht und so alle Filme voneinander abgegrenzt. Brian De Palma verwende in Mission: Impossible vor allem Themen und Stilistiken von Alfred Hitchcock, bei denen der große Fokus auf dem Spannungsaufbau liege. Durch eine raffinierte Kameraarbeit, die sich fast schon der subjektiven Sicht der Charaktere nähere, bestimme De Palma, was der Zuschauer zu welchem Zeitpunkt zu sehen bekomme. Auch Einflüsse des italienischen Giallos, wie beispielsweise Split Screens für den Spannungsaufbau, seien im Film zu finden, wobei De Palma seinen eigenen Stil mit den Standards des Genres vermische. In Mission: Impossible II setzte Regisseur John Woo hingegen auf für ihn typische Motive, wie Tauben oder die brüderliche Rivalität zwischen Held und Schurke, was allerdings in Kombination mit der Filmreihe nur zu mäßigem Erfolg führe. Dabei unterscheide sich der Film von Woos bisherigen Werken durch die Betonung einer romantischen Beziehung, wohingegen er sich vorher auf eine starke Bindung zwischen Männern fokussiert hätte. Trotzdem würden Frauen im Film nur eine untergeordnete Rolle spielen: entweder werden sie als komödiantisch inkompetent oder als idealisierte Opfer dargestellt, die einen Kontrast zu Hunts männlichen Fähigkeiten bilden sollen. George kritisiert, die Handlung werde für Actionsequenzen ohne Charakterdynamik oder thematischen Subtext geopfert, wodurch Nebenfiguren und der Schurke völlig verblasst bzw. zu Sidekicks geworden seien. Dies ändere sich mit J. J. Abrams, der den visuellen Stil vernachlässigt, dafür aber neue Erzähltechniken benutzt habe. Mit ihm sei erstmals eine Kontinuität in die Filmreihe gekommen, da er neben bekannten Motiven und Figuren wieder das Team in den Mittelpunkt stelle. Daneben verstehe er als einziger die wahre Struktur der Geheimorganisation IMF und lege den Fokus neben dieser auf Hunts Privatleben, das dieser mit seiner Arbeit in Einklang bringen möchte. Des Weiteren kreiere Abrams einen völlig unzurechnungsfähigen Gegenspieler, wodurch sich ihm eine übertriebene Spielwiese biete. Mission: Impossible III sei dramaturgisch weitaus umfangreicher und gelungener als seine Vorgänger, allerdings ähnle die Charakterentwicklung eher einer ganzen Fernsehserie, die in einen zweieinhalbstündigen Film gequetscht sei. Schließlich hätte Brad Bird Mission: Impossible – Phantom Protokoll von einem Spionagethriller auf einen mehr körperlichen und komödiantischen Film umgestellt, der als erstes alle Komponenten von Mission: Impossible wieder vereinen könne. Der Hauptfokus liege auf spannungsreichen Missionen mit ironischen Elementen, bei denen Cruise’ Körperlichkeit als Pointe genutzt werde. Dazu behalte er die Team-Elemente des Vorgängers. So bringe jedes Teammitglied seine eigenen Fähigkeiten und Schwächen mit, müsse eigene Hindernisse überwinden und könne nur im Team perfekt funktionieren.
Tobias Mayer von Filmstarts steht der Beteiligung von Christopher McQuarrie an der Filmreihe kritisch gegenüber. Wie er aufführt, liege die Stärke von Mission: Impossible darin, die Garantie für gute Filme gegen die Chance, einen frischen Ansatz zu verfolgen, einzutauschen. Der erste Film sei sehr anspruchsvoll zu inszenieren gewesen und ähnle einem Film noir mit einer aberwitzig verwinkelten Handlung samt Hitchcock-Verweisen. John Woo mache Ethan Hunt in Mission: Impossible II zu einem „lässigen Sunnyboy“ in einer zu dämlichen und nicht spannenden Handlung. In Mission: Impossible III inszeniere J. J. Abrams Hunt so persönlich wie noch nie, wobei es der einzige Film sei, in dem Hunt als vollkommen verzweifelt und verliebt dargestellt werde. Des Weiteren könne man durch den Einsatz einer Wackelkamera in Actionszenen nur schwer verstehen, worum sich das Geschehen gerade drehe. So bringe jeder Regisseur seine ganz eigene Note in die Filme mit ein, bei Brad Bird sei es beispielsweise der Humor, doch McQuarrie schaffe dies nicht. Seine Filme seien zwar sehr gut, allerdings werde durch das Knüpfen von Zusammenhängen und den Einsatz wiederkehrender Figuren diese wertvolle Abwechslung beendet, weshalb die Verpflichtung McQuarries für die Teile 7 und 8 für Mayer enttäuschend sei.
Scott Mendelson von Forbes macht Tom Cruise’ Entwicklung innerhalb der Filmreihe für deren Erfolg verantwortlich. So werde er vom unscheinbaren Geheimagenten zum risikobereiten Actionhelden. Im ersten Teil, der vergleichsmäßig kurz, kalt und verwirrend sei, glaube Hunt an seine Arbeit, sei sehr idealistisch und handle authentisch. Dabei verkörpere Cruise „James Bond Jr.“, der sich in Mission: Impossible II zu einem romantischen Actionhelden weiterentwickle. Der große Unterschied liege dabei im Verhalten der Figur, die auch einmal stoppe und dem Zuschauer erkläre, was gerade passiere. In dem als emotionales und romantisches Filmdrama gedachten Film sehe man einen anderen Hunt, der mit Waffen und Stunts mehr vertraut sei. J. J. Abrams führe diese Idee weiter und mache Hunt zum menschlichen Superspion, der konventionell als unbesiegbarer und rücksichtsloser Superheld dargestellt werde. Hunt sei dadurch austauschbar geworden, was sich schließlich auf den Erfolg des Films ausgewirkt habe. Auch aufgrund der Darstellung als romantisches Ideal, das Cruise abseits der Kamera zu diesem Zeitpunkt nicht gewesen sei, geriete er vorübergehend in Verruf. In Mission: Impossible – Phantom Protokoll werde schließlich Cruise’ Ansehen wiederhergestellt. Brad Bird inszeniere Hunt als genauso menschlich, fehleranfällig und verärgert wie jeden anderen, wodurch er wieder nahbar für das Publikum werde. Durch die Fortsetzung Mission: Impossible – Rogue Nation festige Ethan Hunt die Position als vorherrschende Rolle von Cruise. Der Film sei dunkler und intensiver als seine Vorgänger und fokussiere sich auf die Misserfolge der Protagonisten: sie vertrauen den falschen Leuten, bekommen keine Rückendeckung und machen Fehler. Zusammenfassend komme der Erfolg vor allem durch praktische Effekte, reale Drehorte, einen guten Cast, die hohe Qualität und Cruise’ Bereitschaft, Verletzungen bei den Dreharbeiten in Kauf zu nehmen, wodurch Mission: Impossible aktuell die beste Nicht-Fantasy-Filmreihe sei.